# Крейс, Джим
Джеймс Крейс (англ. Jim Crace; род. 1 марта 1946[…], Сент-Олбанс, Хартфордшир[…]) — английский писатель

, член Королевского литературного общества. Его романы переведены на 28 языков. Лауреат ряда престижных литературных премий.

## Биография
Родился в 1946 году, в загородном доме Брокет-Холл, в Хартфордшире. В интервью Крейс говорит, что его отец был «занудой, левым атеистом, с открытым сердцем в больших вещах и узким и доктринёрским во всех остальных отношениях». Но в то же время он говорил о своей любви к отцу, описывая его как человека, которому нравились такие занятия, как наблюдение за птицами, прогулки, садоводство, чтение и теннис. Крейс признался, что с возрастом он «полностью превратился в него». Издание Тезауруса Роже, которое отец подарил ему на Рождество, в 11 лет, Крейс хранил как «постоянного спутника, моё лучшее достояние», всю свою жизнь.
Крейс вырос в Энфилде, начальное образование получил в Энфилдской грамматической школе. Там он участвовал в Кампании за ядерное разоружение, но не посещал выпускные экзамены. Поступил в Birmingham College of Commerce. Присоединился к Волонтерской службе за рубежом, работал в Судане. Через год вернулся в Великобританию, где некоторое время работал на BBC. С 1976 по 1987 год Крейс работал журналистом-фрилансером, в том числе для The Sunday Times и Radio Times.
Прожив много лет в Бирмингеме со своей женой Памелой Тертон, в возрасте 67 лет Крейс объявил, что они переезжают в сельскую местность Вустершира.
У Крейса и Тертона двое детей: Томас Чарльз Крейс (род. 1981) и актриса Лорен Роуз Крейс (род. 1986), сыгравшая Даниэль Джонс в сериале EastEnders.
Крейс описывает себя как научного атеиста и современного дарвиниста, был членом Лейбористской партии, но покинул её.
Среди писателей, оказавших на него влияние, Крейс называет Гюнтера Грасса, Итало Кальвино и Примо Леви.
Крейс всю жизнь был социалистом, хотя это не видно в его произведениях. Он говорит, что его «17-летняя личность читала бы мою буржуазную фантастику, полную метафор и ритмичной прозы, с замиранием сердца». Также признаётся, что забывает детали из собственных книг.
Получив просьбу отрецензировать книгу Габриэля Гарсии Маркеса и не восхитившись ею, поскольку считал, что сможет написать не хуже, или еще лучше, Крейс принялся за написание того, что впоследствии станет его первым романом. В 1986 году был опубликован роман «Континент». Он состоит из семи рассказов, объединённых местом действия и темами.
Действие второй книги Крейса, «Дар камней», происходит в начале бронзового века. В основу сцены ампутации в книге он положил опыт своего отца, перенёсшего остеомиелит. Его третья книга под названием «Аркадия» была опубликована в 1992 году. В ней герой по имени Виктор, владелец фруктово-овощного рынка в неназванном городе, напоминающем Ковент-Гарден, только что достиг своего восьмидесятилетия.
Роман «Сигналы бедствия» был опубликован в 1994 году. Действие романа происходит в XIX веке, в нем рассказывается об африканском рабе, застрявшем на окраине английской деревни, и Аймере Смите, который освобождает его. Роман «Карантин» был опубликован в 1997 году. В нём рассказывается об Иисусе в Иудейской пустыне. Несмотря на намерение переписать то, что, по его мнению, было вредным и нечестным повествованием, в итоге Крейс написал, по его словам, «очень связную книгу», а когда к нему обратились читатели, он обнаружил, что они «верят в Бога и обнаружили, что книга скорее подкрепила их убеждения, чем подорвала их».
Книга «Быть мёртвым», опубликованная в 1999 году, открывается рассказом о паре, убитой во время посещения песчаных дюн.
Он планировал написать книгу под названием «Архипелаг» и говорил о ней заранее. «Архипелаг», вдохновлённый потерей родителей, в итоге остался незаконченным и был заброшен после 40 000 слов. Роман «Жатва» был опубликован 14 февраля 2013 года. Действие романа происходит в течение семи дней в сельской местности в неопределенном столетии. Когда роман получил Международную дублинскую литературную премию в размере 100 000 евро, Крейс сказал, что это было «оправданием» для его издательства Picador: «Когда я пишу, я не обращаю внимания на читателей, я пишу свои книги и мне плевать на то, что о них думают люди. И [Picador] поддержал меня, заявив: Делай что хочешь, мы издавали твои книги на протяжении всей твоей карьеры».
В 2018 году вышел роман «Мелодия». Пожилой вдовец, интересующийся, что же гремит по ночам в его мусорных баках, выходит на улицу, чтобы проверить, и на него набрасывается и кусает существо, которое, по его мнению, отличается от собак или оленей. В данном случае это, как он уверен, мальчик. Книга «Эдем» была опубликована в 2022 году. Действие романа происходит в одноимённом саду после изгнания Адама и Евы.
Он противопоставил себя Хилари Мантел в вопросах написания исторических романов. Крейс сказал: «Первое — это то, что если вы включаете какой-то факт, то должны быть уверены, что он правдив. Меня это совершенно не интересует. Мне не нужны факты, я хочу всё выдумать и углубиться в традиционное повествование, чтобы создать рассказ, иллюстрирующий тему, которая меня волнует». На вопрос о том, как Мантел относится к переносу современных идей на исторический ландшафт, Крейс ответил следующее: «Никаких феминисток в 1420 году. Но меня не интересует ничего другого, кроме как навязывать эти чувства и писать книги, которые касаются XXI века».
В 2001 году он говорит: «Я обожаю фальшь. Я не хочу, чтобы вы точно рассказали мне, что произошло вчера. Я хочу, чтобы вы лгали об этом, преувеличивали, развлекали меня».
В ответ на утверждение критика Адама Марса-Джонса о том, что прочитать отрывок из книги Крейса — значит вызвать мигрень, он сказал: «Очень смешно… Я признаю, что это может быть правдой… В моих книгах есть много вещей, которые вы можете перечислить, и они приведут вас в ярость. Но это мой голос».

## Награды
- 1986: David Higham Prize for Fiction, Continent
- 1986: Guardian Fiction Prize, Continent
- 1986: Costa Book Award for First Novel, Continent
- 1997: Букеровская премия (шорт-лист) «Карантин»
- 1997: Costa Book Award for Novel, «Карантин»
- 1999: Премия Национального круга книжных критиков, Being Dead
- 2000: Honorary doctorate from Birmingham City University
- 2001: Дублинская литературная премия (шорт-лист), «Карантин»
- 2013: Мемориальная премия Джеймса Тейта Блэка, «Жатва»
- 2013: Букеровская премия (шорт-лист), «Жатва»
- 2014: Windham-Campbell Literature Prize (Fiction)
- 2015: Дублинская литературная премия, «Жатва»